# Olympische Winterspiele 1952/Teilnehmer (Bulgarien)
| Gelbes Symbol für Goldmedaillen mit stilisierten Olympischen Ringen | Graues Symbol für Silbermedaillen mit stilisierten Olympischen Ringen | Braundes Symbol für Bronzemedaillen mit stilisierten Olympischen Ringen |
| ------------------------------------------------------------------- | --------------------------------------------------------------------- | ----------------------------------------------------------------------- |
| —                                                                   | —                                                                     | —                                                                       |

Bulgarien nahm an den VI. Olympischen Winterspielen 1952 in der norwegischen Hauptstadt Oslo mit einer Delegation von zehn Athleten in zwei Disziplinen teil, allesamt Männer.

## Teilnehmer nach Sportarten

### Ski Alpin
Männer
- Dimitri Atanassow
Slalom: Im Vorlauf ausgeschieden

- Georgi Dimitrow
Abfahrt: 30. Platz (2:49,9 min)
Riesenslalom: 53. Platz (2:59,5 min)
Slalom: disqualifiziert

- Dimitar Draschew
Abfahrt: 39. Platz (2:55,6 min)
Riesenslalom: 72. Platz (3:17,6 min)
Slalom: Im Vorlauf ausgeschieden

- Georgi Mitrow
Abfahrt: 64. Platz (3:44,5 min)
Riesenslalom: 65. Platz (3:07,4 min)
Slalom: Im Vorlauf ausgeschieden

### Skilanglauf
Männer
- Petar Nikolow
18 km: 60. Platz (1:14:35 h)

- Iwan Stajkow
18 km: 50. Platz (1:12:47 h)
4 × 10 km Staffel: Rennen nicht beendet

- Wassil Gruew
18 km: 49. Platz (1:12:43 h)
4 × 10 km Staffel: Rennen nicht beendet

- Boris Stoew
18 km: 42. Platz (1:11:46 h)
4 × 10 km Staffel: Rennen nicht beendet

- Christo Dontschew
50 km: 25. Platz (4:30:35 h)

- Petar Kowatschew
4 × 10 km Staffel: Rennen nicht beendet